# Robert Burri
Robert Burri, född 13 juli 1867 i Cham, kantonen Zug, död 16 maj 1952 i Bern, var en schweizisk bakteriolog.
Burri studerade 1886–89 naturvetenskap vid tekniska högskolan i Zürich och arbetade därefter några år vid försöksstationen på jordbrukets område i Bonn, huvudsakligen med botaniska undersökningar. Åren 1897–1907 var han docent i lantbruksbakteriologi vid tekniska högskolan i Zürich, och 1907 övertog han ledningen av schweiziska anstalten för mejerihantering och bakteriologi (Schweizerische milchwirthschaftliche und bakteriologische Anstalt) vid Liebefeld i närheten av Bern. Han innehade professors titel, och var från 1920 professor vid universitetet i Bern.
Burri var känd som mycket framstående forskare på det lantbruksbakteriologiska området, främst väl genom sin metod för renkultur av bakterier, den så kallade Burris encellkultur. Senare ägnade han sig främst åt biologiska frågor, som gällde de vetenskapliga grunderna för mejerihanteringen.
Burris tuschmetod var en metod för odling av encelliga organismen som bakterier utvecklad av Robert Burri och offentliggjord 1909. Det bakteriehaltiga utgångsmaterialet utrörs i steril 10 procentig tuschlösning. Av tuschlösningen görs med en finns stålpenna små punkter på en gelatinplatta. De täcks med sterila täckglasbitar och undersöks mikroskopiskt med användande av en stark torrlins. Man ser då bakterierna avteckna sig som ljusa skarpt konturerade bildningar mot en brunaktig omgivning. De tuschpunkter där endast en sådan kan upptäckas överförs i lämpligt näringssubstrat där bakterien sedan kan odlas fram.